# Al Vande Weghe
Al Vande Weghe (n. 28 iulie 1916, New York City, New York, SUA – d. 13 august 2002, Tulsa, Oklahoma, SUA) a fost un înotător ce a reprezentat Statele Unite ale Americii, medaliat olimpic. A participat la o ediție a Jocurilor Olimpice (1936) în care a câștigat două medalii de argint.